# Benjamin Bradshaw
Benjamin Joseph „Ben” Bradshaw (ur. 15 sierpnia 1879 w Brooklynie w Nowym Jorku, zm. 19 kwietnia 1960) – amerykański zapaśnik walczący w stylu wolnym. Złoty medalista olimpijski z St. Louis 1904, w wadze piórkowej.
Mistrz Amateur Athletic Union w 1903, 1904 i 1907 roku.

## Letnie Igrzyska Olimpijskie 1904
| Konkurencja         | Rundy eliminacyjne         | Rundy eliminacyjne      | Rundy eliminacyjne      | Klas. końcowa |
| Konkurencja         | Ćwierćfinał                | Półfinał                | Finał                   | Miejsce       |
| ------------------- | -------------------------- | ----------------------- | ----------------------- | ------------- |
| 61,24 kg styl wolny | Frederick Ferguson (CAN) Z | Charles Clapper (USA) Z | Theodore McLear (USA) Z | 1.            |